# Deinacrida tibiospina
Deinacrida tibiospina är en insektsart som beskrevs av John Tenison Salmon 1950. Deinacrida tibiospina ingår i släktet Deinacrida och familjen Anostostomatidae. Inga underarter finns listade i Catalogue of Life.